# Murrinh-Patha
Murrinh-Patha är ett dalayspråk med 2700 talare. Språket talas i Wadeye, Nganmarriyanga och andra mindre orter i Northern Territory. De flesta barnen i Wadeye är enspråkiga innan de lär sig engelska i skolan.
Murrinh-Patha är ett polysyntetiskt språk. Murrinh-Patha har relativt fri ordföljd.